# Bandeira da Organização Marítima Internacional
A Bandeira da Organização Marítima Internacional é um dos símbolos oficiais da referida organização.

## Características

A âncora é um símbolo da navegação

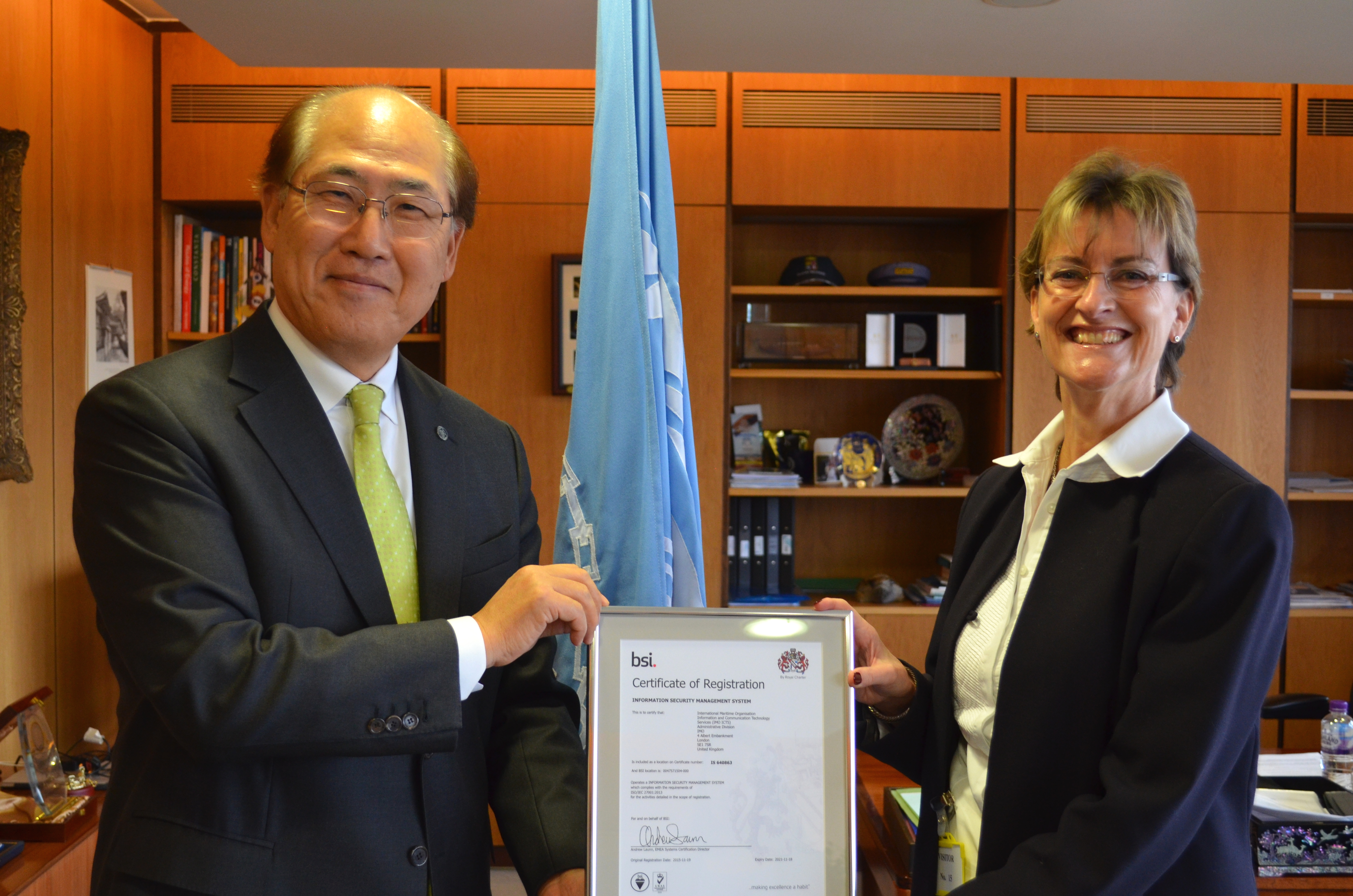
A Sra. Anne Scorey, Diretora-gerente do Reino Unido e Irlanda da The British Standards Institution (BSI) e o Secretário-Geral da OMI Kitack Lim em 29 de novembro de 2018. Ao fundo está a bandeira da organização

Seu desenho consiste em um retângulo de proporção largura-comprimento de 8:11 de cor azul com o emblema da organização na cor branca no centro. O emblema da OMI é baseado no emblema da ONU em duas âncoras cruzadas ligadas por uma corrente.

## Simbolismo
As cores azul celeste e branco, que são as predominantes da bandeira, são as cores tradicionais das Nações Unidas. Além disso, seu emblema consiste numa projeção azimutal equidistante do mapa mundo sem a Antártida, pois a mesma está centrada no Polo Norte. Esse desenho representa os povos do mundo. Finalmente, é rodeada de ramos de oliveira, um símbolo universal de paz.
Por trás da projeção há duas âncoras entrelaçadas. As âncoras são símbolo da navegação, além de representarem a firmeza, de solidez, de tranquilidade e fidelidade, pois, em meio à mobilidade do mar e dos elementosé ela que fixa, amarra, imobiliza.